# Jachting na Letních olympijských hrách 2016
Jachting na Letních olympijských hrách 2016 v Riu de Janeiro se konal od 8. srpna do 18. srpna.

## Medailisté

### Muži
| Kategorie   | Zlato                                          | Stříbro                                           | Bronz                                             |
| ----------- | ---------------------------------------------- | ------------------------------------------------- | ------------------------------------------------- |
| Třída RS-X  | Dorian van Rijsselberghe · Nizozemsko (NED)    | Nick Dempsey · Velká Británie (GBR)               | Pierre Le Coq · Francie (FRA)                     |
| Třída Laser | Tom Burton · Austrálie (AUS)                   | Tonči Stipanović · Chorvatsko (CRO)               | Sam Meech · Nový Zéland (NZL)                     |
| Třída Finn  | Giles Scott · Velká Británie (GBR)             | Vasilij Žbogar · Slovinsko (SLO)                  | Caleb Paine · Spojené státy americké (USA)        |
| Třída 470   | Chorvatsko (CRO) · Šime Fantela · Igor Marenić | Austrálie (AUS) · Mathew Belcher · William Ryan   | Řecko (GRE) · Panagiotis Mantis · Pavlos Kagialis |
| Třída 49er  | Nový Zéland (NZL) · Peter Burling · Blair Tuke | Austrálie (AUS) · Nathan Outteridge · Iain Jensen | Německo (GER) · Erik Heil · Thomas Plößel         |

### Ženy
| Kategorie          | Zlato                                                    | Stříbro                                              | Bronz                                                           |
| ------------------ | -------------------------------------------------------- | ---------------------------------------------------- | --------------------------------------------------------------- |
| Třída RS-X         | Charline Piconová · Francie (FRA)                        | Chen Peinaová · Čína (CHN)                           | Stefania Elfutinaová · Rusko (RUS)                              |
| Třída Laser Radial | Marit Bouwmeesterová · Nizozemsko (NED)                  | Annalise Murphyová · Irsko (IRL)                     | Anne-Marie Rindomová · Dánsko (DEN)                             |
| Třída 470          | Velká Británie (GBR) · Hannah Millsová · Saskia Clarková | Nový Zéland (NZL) · Jo Alehová · Olivia Powrieová    | Francie (FRA) · Camille Lecointreová · Hélène Defranceová       |
| Třída 49erFX       | Brazílie (BRA) · Martine Graelová · Kahena Kunzeová      | Nový Zéland (NZL) · Alex Maloneyová · Molly Meechová | Dánsko (DEN) · Jena Mai Hansenová · Katja Salskovová-Iversenová |

### Mix
| Kategorie | Zlato                                                      | Stříbro                                            | Bronz                                       |
| --------- | ---------------------------------------------------------- | -------------------------------------------------- | ------------------------------------------- |
| Nacra 17  | Argentina (ARG) · Santiago Lange · Cecilia Carranza Saroli | Austrálie (AUS) · Jason Waterhouse · Lisa Darmanin | Rakousko (AUT) · Thomas Zajac · Tanja Frank |

## Přehled medailí
| Pořadí    | Země                   | Zlato | Stříbro | Bronz | Celkově |
| --------- | ---------------------- | ----- | ------- | ----- | ------- |
| 1         | Velká Británie         | 2     | 1       | 0     | 3       |
| 2         | Nizozemsko             | 2     | 0       | 0     | 2       |
| 3         | Austrálie              | 1     | 3       | 0     | 4       |
| 4         | Nový Zéland            | 1     | 2       | 1     | 4       |
| 5         | Chorvatsko             | 1     | 1       | 0     | 2       |
| 6         | Francie                | 1     | 0       | 2     | 3       |
| 7         | Argentina              | 1     | 0       | 0     | 1       |
| 7         | Brazílie*              | 1     | 0       | 0     | 1       |
| 9         | Čína                   | 0     | 1       | 0     | 1       |
| 9         | Irsko                  | 0     | 1       | 0     | 1       |
| 9         | Slovinsko              | 0     | 1       | 0     | 1       |
| 12        | Dánsko                 | 0     | 0       | 2     | 2       |
| 13        | Rakousko               | 0     | 0       | 1     | 1       |
| 13        | Německo                | 0     | 0       | 1     | 1       |
| 13        | Řecko                  | 0     | 0       | 1     | 1       |
| 13        | Rusko                  | 0     | 0       | 1     | 1       |
| 13        | Spojené státy americké | 0     | 0       | 1     | 1       |
| Celkem 17 | Celkem 17              | 10    | 10      | 10    | 30      |